# Panzerkampfwagen II
O Panzerkampfwagen II foi um carro de combate leve projetado na Alemanha Nazista. Foi empregado na Segunda Guerra Mundial. Com os atrasos no desenvolvimento do Panzer III e do Panzer IV, foi projetado como solução intermediária. Baseado no Panzer I, era maior e possuía uma torre com canhão antitanque de 20mm.
No início da Segunda Guerra Mundial, este veículo já era considerado obsoleto, porém ainda foi empregado até a Campanha Russa. Sete versões foram produzidas. O chassi do veículo foi utilizado como plataforma para canhões autopropulsados e lança-chamas.